# Jessica Durlacher

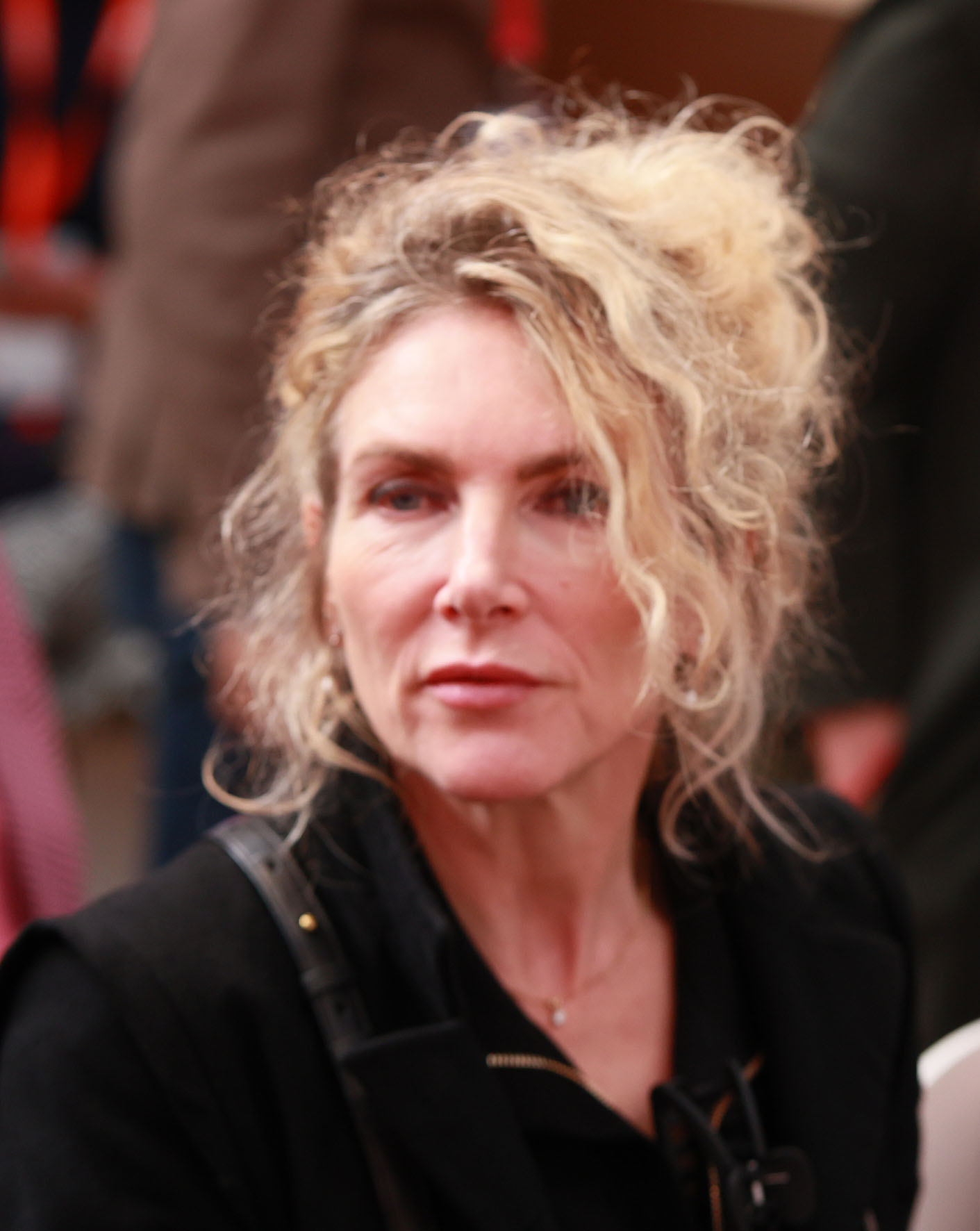
Jessica Durlacher (2022)

Jessica Durlacher (* 6. September 1961 in Amsterdam, Niederlande) ist eine niederländische Schriftstellerin, Literaturkritikerin und Übersetzerin.

## Leben
Jessica Durlacher ist die Tochter des Soziologen und Schriftstellers Gerhard Durlacher, der als einziger aus seiner Familie Auschwitz überlebt hat. Seine Berichte und Erzählungen über die NS-Zeit machten ihn zu einem wichtigen Zeitzeugen in den Niederlanden.
Jessica Durlacher setzt dieses Thema fort und schreibt in ihren Romanen u. a. über das Leben von Familien, in denen die Eltern den Holocaust überlebt haben, und wie diese Erfahrung sie und ihre Kinder traumatisiert und prägt.
Durlacher lebt und arbeitet heute in Bloemendaal in der Nähe von Amsterdam und ist mit dem niederländischen Schriftsteller Leon de Winter verheiratet. Die beiden haben zwei gemeinsame Kinder. Ihre Tochter Solomonica de Winter (* 1997) ist ebenfalls Schriftstellerin.

## Werke

### Romane
- 1997: Het Geweten (dt. Das Gewissen, Diogenes, 1997)
- 2000: De Dochter (dt. Die Tochter, Diogenes, 2001)
- 2004: Emoticon (dt. Emoticon, Diogenes, 2006)
- 2004: Nieuwbouw (Essays)
- 2009: Schrijvers! (dt. Schriftsteller!, Diogenes, 2009)
- 2010: De Held (dt. Der Sohn, Diogenes 2012)
- 2022: De stem (2021; dt. Die Stimme, Diogenes, 2022; Aus dem Niederländischen von Annelie Bogener)

### Übersetzungen
- Art Spiegelman: Maus I + II (ins Niederländische)

## Auszeichnungen
- 1998: Debütanten-Preis der niederländischen Stichting perspectief für Das Gewissen
- 1999: Goldenes Eselsohr für Das Gewissen, als bestverkauftes literarisches Debüt in Holland
- 2002: Autorin des Jahres 2001 der Leser der österreichischen Zeitschrift Buchkultur für ihren Roman Die Tochter
- 2010: Opzij-Literaturpreis für ihren Roman Der Sohn